# ناتینگ گرین
ناتینگ گرین (به انگلیسی: Knotting Green) یک روستا در بریتانیا است که در بدفورد واقع شده‌است.